# Te Rauparaha
Te Rauparaha (1760-ih - 1849.), bio je maorski poglavica i vojni glavar plemena Ngāti Toa. Bio je dionikom Mušketskih ratova (engl. Musket Wars). Utjecao je na prvobitnu prodaju Rangitanske zemlje koju je osvojila Novozelandska kompanija i bio je dionikom u Wairauskom incidentu u Marlboroughu. Bio je poznat kao Napoleon Južnog Pacifika.
Od 1807., mušketa je postala oružje izbora, a djelomično je promijenila karakter plemenskih ratovanja. Te Rauparaha se 1819.  pridružio velikim ratom stranka Nga Puhi na čelu s Tāmati Wāka Nene. Tijekom sljedećih nekoliko godina sudjelovao je u međuplemenskim borbama koje su pojačane. Vođeni Te Rauparaha su počele borbe povlačenje ili migracija prema jugu, (ova migracija se zvala Te-Heke-Tahu-Tahu-Ahi), borbe su završile kontroliranjem južnog dijela Sjevernog otoka i osobito strateški postavljenog Kapiti otoka, koji je postao i plemenska utvrda. 1824 procjenjuje se 2.000 do 3.000 ratnika iz koalicije kopnenih plemena Te Wai Pounamu, East Coast, Whanganui i Horowhenua okupili su se u Waikanaeu. Uslijedila je Bitka Waiorua koja je završila pokoljem napadača. Ovu odlučujuću pobjedu Te Rauparaha i Ngāti Toa donijela je dominaciju Kapiti otokom i susjednim kopnom. Te Rauparaha da se vrati svome narodu u Otaki 1848., gdje je i umro sljedeće godine, 27. studenoga 1849.

## Vanjske poveznice
- Mention Enciklopedija Novog Zelanda  Arhivirana inačica izvorne stranice od 12. svibnja 2009. (Wayback Machine)